# الحب في حقيبة دبلوماسية (مسلسل)
الحب في حقيبة دبلوماسية مسلسل تلفزيوني مصري عُرض أول مرة سنة 1987، بطولة صلاح ذو الفقار وليلي فوزي، من إخراج حسن سيف الدين.

## القصة
تدور أحداث المسلسل حول ما يتعرض له الدبلوماسيين ومايعانونه من متاعب في حياتهم نتيجة السفر وخلافه.

## الشخصيات الرئيسية
- صلاح ذو الفقار
- ليلي فوزي
- أحمد مظهر
- مريم فخر الدين
- راندا
- خالد ذكي
- زوزو نبيل
- شيرين
- حسن حسني
- سوسن بدر
- علا رامي
- مصطفي كريم
- نعيمة الصغير
- ليلي فهمي
- دينا عبد الله
- بدر الدين جمجوم
- أحمد دياب